# José Pérez Ocaña
Pour les articles homonymes, voir José Pérez et Ocaña.
José Pérez Ocaña (Cantillana, 24 mars 1947 - 18 septembre 1983) est un peintre naïf, anarchiste et militant pour les droits LGBT espagnol, Andalou installé à Barcelone.

## Biographie
José Pérez Ocaña naît à Cantillana dans la province de Séville. Homosexuel avoué, il quitte sa petite ville natale pour Barcelone, centre de l'avant-garde espagnole à l'époque. Sans ressources, il vit modestement dans une mansarde et travaille comme peintre en bâtiment pour subsister.
Il fait la connaissance des artistes Nazario et Copi. Personnage emblématique de la Rambla à l'époque de la transition démocratique espagnole, il se travestissait et se montrait sans complexe en pleine lumière. Il portait des robes traditionnelles andalouses et des accessoires religieux typiques.
En 1978, il est arrêté sur la Rambla pour outrage à agent public et est incarcéré à la prison Model de Barcelone.
En 1980, il peint une fresque dans l'entrée de l'école La Esperanza à Cantillana.
Il meurt d'une hépatite aggravée par les suites de ses brûlures après que, rentré à Cantillana pour le carnaval, le costume en forme de soleil qu'il se confectionnait eut pris feu.

## Hommages
En 1978, le réalisateur Ventura Pons lui consacre un documentaire, Ocaña, retrato intermitente, (en catalan Ocaña, retrat intermitent) dans lequel le peintre parle de lui-même.
Le dessinateur Nazario lui dédie sa bande dessinée Alí Babá y los 40 maricones (1993).
Le chanteur Carlos Cano lui rend hommage avec sa chanson Romance a Ocaña, qui a été reprise par María Dolores Pradera.
En 2000, le musée d'art contemporain de Madrid (es) organise une exposition de ses tableaux.
Juan José Moreno et Manuel Huete réalisent un documentaire sur lui, Ocaña, la memoria del sol (2009), qui montre des photographies et des œuvres inédites.
En 2015, une plaque en son honneur est apposée sur le mur de la maison où il a vécu, sur la Plaça Reial, à Barcelone.